# Frédéric Devreese
Frédéric Devreese (Amsterdam, 2 de juny de 1929 - Brussel·les, 28 de setembre de 2020) fou un compositor i director d'orquestra belga.
Compositor belga d’origen holandès d’obres escèniques, orquestrals, de cambra, corals i de piano, conegut sobretot per les seves moltes partitures memorables i per la seva direcció, que va rebre la primera formació musical del seu pare i després es va formar a Brussel·les composició amb Marcel Poot i direcció amb René Defossez. Va continuar la seva formació de composició a l'Académie Sainte-Cécile de Roma amb Fernando Previtali, i direcció a la Wiener Staatsakademie de Viena amb Hans Swarowsky. Amb dinou anys, va rebre el Premi de la ciutat d'Ostende pel seu concert per a piano núm. 1. El 1983, el seu concert per a piano núm. 4 era l'obra obligatòria del concurs Queen Elisabeth. Com a director d'orquestra, ha realitzat diversos enregistraments per a l'Antologia de la música flamenca de Naxos, per la qual va ser nomenat ambaixador cultural de Flandes el 1996-97.
Considerat el "pare de la música cinematogràfica belga", havia imposat la seva empremta en aquest gènere tan exigent treballant en particular per al director André Delvaux, la música de la qual va vestir gairebé totes les pel·lícules donant-los aquest alleujament particular de realisme i màgia, que, sens dubte, han contribuït a inscriure'l al nostre patrimoni cinematogràfic. Entre les més conegudes es troben "L’homme au crâne rasé", "Un soir, un train", "Rendez-vous à Bray", "Belle" o "L’œuvre au Noir". Però també, "La Partie d’échecs" d'Yves Hanchart, "Le Sacrement" d'Hugo Claus o "Les Noces barbares" de Marion Hänsel. En total ha escrit més de duescentes composicions musicals, incloses vint-i-dues partitures de pel·lícules.

## Reconeixements
- Prix Italia per la seva òpera televisiva Willem van Saeftinghe
- Premi Georges Delerue, el Plateau Music Award (dues vegades) per la seva música cinematogràfica
- Klara-Carrièreprijs (2006).